# Chris Collins
Christian Collins (nascido em 10 de agosto de 1967) é um cantor dos Estados Unidos, conhecido também por ter sido o primeiro vocalista da banda de metal progressivo que posteriormente tornou-se conhecida como Dream Theater.
Ele foi escolhido para integrar o grupo após a banda ouvir um fita demo dele cantando com uma banda de tributo ao Queensrÿche. Na época a banda ainda se chamava Majesty. A banda ficou impressionada com sua capacidade de atingir notas altas. De acordo com John Petrucci no álbum Score, Collins era seu amigo de Long Island. Collins gravou as seis faixas da demo Majesty Demos em 1986 com a banda, antes de ser expulso da banda em 1987 e substituído por Charlie Dominici.
O Majesty seguiu um rumo diferente sem Chris porque a banda achou que sua extensão vocal não combinava com o estilo que eles queriam criar. Sua contribuição mais notável foram as letras que ele escreveu para as canções "Afterlife" e "Cry for Freedom", embora nenhuma delas tenham sido gravadas com essas letras, e o vocalista substituto, Charlie Dominici, tenha reescrito a letra de "Afterlife".
Collins se retirou do mundo da música após o Majesty, ocasionalmente dando alguma entrevista relacionada ao Dream Theater. Entretanto, passou a integrar a formação da banda Winterspell, que conta com integrantes reminiscentes do Mercyful Fate e do Six Feet Under, onde atua como vocalista, guitarrista e principal letrista.